# Kiểm soát sinh sản

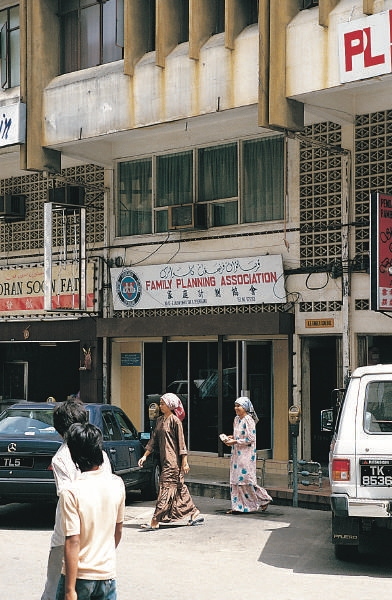
Một trung tâm kế hoạch hoá gia đình tại Kuala Terengganu, Malaysia.

Kiểm soát sinh sản là một chế độ gồm việc tuân theo một hay nhiều hành động, cách thức, các thực hiện tình dục, hay sử dụng dược phẩm nhằm ngăn chặn hay làm giảm một cách có chủ đích khả năng mang thai hay sinh đẻ. Có ba cách chính để ngăn chặn hay làm chấm dứt việc mang thai: ngăn thụ tinh của trứng bởi các tế bào tinh trùng ("contraception"), ngăn trứng đã thụ tinh được cấy vào dạ con ("contragestion"), và kích thích hoá học hay phẫu thuật để bỏ phôi hay, ở giai đoạn sau, bào thai. Theo cách sử dụng thông thường, thuật ngữ "ngừa thai" thường được dùng cho cả contraception và contragestion.
Kiểm soát sinh sản thường được coi như một phần của kế hoạch hoá gia đình.
Lịch sử kiểm soát sinh sản bắt đầu với việc khám phá mối liên hệ giữa hành vi giao cấu và sự mang thai. Các hình thức kiểm soát sinh sản cổ nhất gồm ngừng giao cấu, vòng tránh thai, và ăn các loại cỏ từng được cho là có tác dụng tránh thai hay làm sẩy thai. Ghi chép sớm nhất về sự kiểm soát sinh sản là một bộ hướng dẫn từ thời Ai Cập cổ đại về việc tạo ra một vòng có tác dụng tránh thai.
Các biện pháp kiểm soát sinh sản khác nhau các đặc điểm rất khác nhau. Ví dụ, bao cao su, là những biện pháp duy nhất cung cấp sự bảo vệ khỏi việc lây truyền bệnh qua đường tình dục. Thái độ văn hoá và tôn giáo về kiểm soát sinh sản cũng rất khác biệt.

## Lịch sử

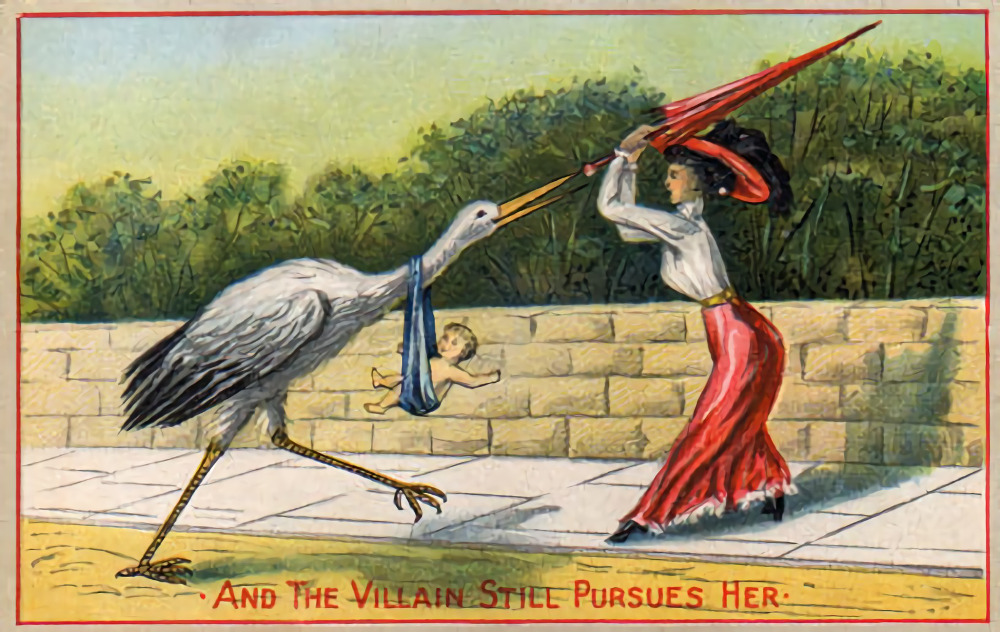
"And the villain still pursues her." postcard châm biếm thời Victoria.

Có lẽ các biện pháp tránh thai cổ nhất (bên cạnh việc tránh quan hệ tình dục âm đạo) là ngừng giao cấu, một số biện pháp chướng ngại vật, và các biện pháp sử dụng thảo mộc (các loại thuốc điều kinh và làm sẩy thai).
Tại Nga, để tạo ra sự cân bằng xã hội giữa nam và nữ, việc kiểm soát sinh sản hoàn toàn có thể tiếp cận. Aleksandra Kollontai (1872-1952) là dân uỷ xã hội ở thời của bà, bà cũng khuyến khích giáo dục kiểm soát sinh sản cho người trưởng thành. Về kiểm soát sinh sản tại Pháp, phụ nữ đã đấu tranh vì các quyền sinh sản và họ đã khiến nhà nước phải chấm dứt lệnh cấm việc kiểm soát sinh sản năm 1965. Cuối cùng vào năm 1970, tại nước Italia Cơ đốc giáo, những người bênh vực nữ quyền đã có quyền tiếp cận với thông tin kiểm soát sinh sản.
Sớm hơn trước, tác gia hài hước Anh Daniel Defoe đã viết  Conjugal Lewdness (Tính dâm dật vợ chồng). Tên đầy đủ ban đầu của cuốn tiểu luận năm 1727 này là "Conjugal Lewdness or, Matrimonial Whoredom" (Tính dâm dật vợ chồng hay, Nghề làm đĩ hôn nhân) dù sau này ông đã bị yêu cầu phải đổi lại tên vì lý do nghiêm túc. Tên được sửa đổi trở thành "A Treatise Concerning the Use and Abuse of the Marriage Bed" (Một chuyên luận về việc sử dụng và lạm dụng chiếc giường hôn nhân). Cuốn tiểu luận chủ yếu đề cập tới việc tránh thai, so sánh trực tiếp nó với hành động giết trẻ sơ sinh. Defoe đã kết thúc cuốn sách bằng những chuyện giai thoại, như cuộc trò chuyện giữa hai phụ nữ trong đó người có ý nghĩ đúng khiển trách người kia vì đã hỏi về "những cách thức" ngăn có thai. Trong cuốn tiểu luận, ông còn đi xa hơn nữa khi gọi việc tránh thai là "các thực hiện ma quỷ để tránh có thai bằng những chuẩn bị về thể xác."
Ngừng giao cấu (rút dương vật khỏi âm đạo trước khi xuất tinh) có thể có trước mọi hình thức kiểm soát sinh sản khác. Đây không phải là một biện pháp tránh thai đáng tin cậy, bởi ít có người đàn ông tự chủ được để thực hiện biện pháp tại mọi lần quan hệ tình dục. Dù mọi người thường tin rằng dịch trước xuất tinh có thể gây có thai, nghiên cứu hiện đại đã cho thấy dịch không chứa tinh trùng có thể tồn tại.
Có những ghi chép lịch sử về phụ nữ Ai Cập sử dụng một vòng tránh thai (một thuốc đạn âm đạo) được làm bằng nhiều chất có tính acid và được bôi trơn bằng mật ong hay dầu, có thể tiêu diệt tinh trùng hiệu quả. Tuy nhiên, cần lưu ý rằng tế bào tinh trùng không được phát hiện cho tới khi Anton van Leeuwenhoek phát minh ra kính hiển vi hồi cuối thế kỷ 17, vì thế các biện pháp tránh thai bằng vật chướng ngại được sử dụng trước thời gain này không thể biết về các chi tiết về việc thụ thai. Phụ nữ châu Á có thể đã sử dụng giấy bôi dầu như một cervical cap, và người châu Âu có thể đã sử dụng sáp ong cho mục đích này. Bao cao su xuất hiện ở thế kỷ 17, ban đầu được làm bằng ruột động vật. Nó không đặc biệt phổ biến, cũng không có hiệu quả cao như các loại bao cao su latex hiện đại, nhưng đã được sử dụng như cả một biện pháp tránh thai và cả cho hy vọng tránh giang mai, từng là một chứng bệnh ghê gớm trước khi các loại thuốc kháng sinh được tìm ra. 
Nhiều các làm sẩy thai đã được sử dụng trong suốt lịch sử nhân loại trong nỗ lực kết thúc một lần mang thai không mong muốn. Một số cách có hiệu quả, một số không, những cách hiệu quả nhất cũng có phản ứng phụ. Một cách làm sẩy thai được thông báo là có tỷ lệ phản ứng phụ thấp —silphium— đã biến mất từ khoảng thế kỷ thứ 1.
Việc ăn một số loại chất độc bởi người phụ nữ có thể phá vỡ hệ thống sinh sản; phụ nữ đã từng uống các dung dịch chứa thủy ngân, asen, hay các chất độc khác cho mục đích này. Bác sĩ phụ khoa Hy Lạp Soranus ở thế kỷ thứ 2 đề nghị phụ nữ uống loại nước mà những người thợ rèn đã dùng để làm nguội kim loại. Cúc ngải và bạc hà băng là những cây được dân gian cho là có khả năng phá thai, nhưng cũng có phương pháp là đầu độc người phụ nữ. Những mức độ của các hoá chất hoạt động trong các loại thảo một đó để kích thích sẩy thai đủ mạnh để làm tổn thương một cách nguy hiểm tới gan, thận và các cơ quan khác của cơ thể người phụ nữ. Tuy nhiên, ở thời điểm đó khi nguy cơ tử vong bà mẹ vì postpartum còn cao, các nguy cơ từ các tác dụng phụ của các loại thuốc độc có thể ít gây chú ý. Một số nhà nghiên cứu thảo mộc cho rằng chè black cohosh cũng sẽ có tác dụng làm sẩy thai trong một số trường hợp.
Bên cạnh việc làm sẩy thai, các biện pháp tránh thai bằng thảo mộc trong dân gian cũng gồm một số biện pháp ngăn chặn. Hibiscus rosa-sinensis, được biết đến trong Ayurveda như một loại thuốc tránh thai, có thể có các tính chất antiestrogenic. Hạt đu đủ, được đồn đại là một loại thuốc tránh thai của nam giới, gần đây đã được nghiên cứu về tác dụng azoospermic của chúng trên những con khỉ.
Trong giai đoạn trung cổ, các bác sĩ của thế giới Hồi giáo liệt kê nhiều chất có tác dụng kiểm soát sinh sản trong các cuốn bách khoa toàn thư y khoa của họ. Avicenna liệt kê 20 chất trong The Canon of Medicine (1025) và Muhammad ibn Zakariya ar-Razi liệt kê 176 chất trong cuốn Hawi (thế kỷ thứ 10) của ông. Y học châu Âu mãi tới thế kỷ 19 mới biết tới điều này.
Thực tế rằng nhiều biện pháp kiểm soát sinh sản có hiệu quả đã được biết tới trong thế giới cổ đại hoàn toàn trái ngược với một sự dường như không quan tâm tới các biện pháp đó trong nhiều thành phần dân cư châu Âu đầu thời Thiên chúa giáo hiện đại. Sự thờ ơ tiếp tục kéo dài đến tận thế kỷ 20, và rõ ràng song hành với tỷ lệ sinh sản cao ở các quốc gia châu Âu trong thế kỷ 18 và 19. Một số sử gia đã gắn điều này với một loạt các biện pháp cưỡng bức do quốc gia mới thành lập tiến hành nhằm phục hồi dân số châu Âu sau sự suy giảm nghiêm trọng từ Tử thần Đen, bắt đầu năm 1348. Theo quan điểm này, những vụ săn phù thủy là biện pháp đầu tiên mà nhà nước hiện đại tiến hành trong nỗ lực ngăn chặn sự hiểu biết về kiểm soát sinh sản trong dân cư, và độc quyền hoá nó trong bàn tay những chuyên gia y tế của nhà nước (gynecologists). Trước những cuộc săn lùng phù thủy, không có các chuyên gia nam giới, bởi việc kiểm soát sinh sản theo tự nhiên thuộc phần công việc của phụ nữ.
Những người thuyết trình tại một hội thảo kế hoạch hoá gia đình đã kể một câu chuyện về các thương gia Ả Rập nhét những viên đá nhỏ vào trong tử cung của những con lạc đà để chúng không thể mang thai, một ý tưởng rất giống với IUD (thiết bị tử cung) hiện đại. Dù câu chuyện đã được kể lại nhiều lần như một sự thực, nó không hề có cơ sở trong lịch sử và chỉ mang ý nghĩa giải trí.
Thiết bị tử cung đầu tiên (chiếm không gian cả trong âm đạo và tử cung) được đưa ra thị trường lần đầu khoảng năm 1900. Thiết bị tử cung hiện đại đầu tiên (chỉ trong tử cung) được miêu tả trong một cuốn sách xuất bản ở Đức năm 1909. Vòng Gräfenberg, thiết bị tử cung được sử dụng bởi khá nhiều phụ nữ, ra đời năm 1928.
Biện pháp chu kỳ được phát triển đầu thế kỷ 20, khi các nhà nghiên cứu phát hiện ra một phụ nữ chỉ rụng trứng một lần trên mỗi chu kỳ kinh nguyệt. Mãi tới thập niên 1950, khi các nhà khoa học hiểu sâu hơn về hoạt động của chu kỳ kinh nguyệt và các hormone kiểm soát nó, các biện pháp tránh thai bằng hormon và các biện pháp nhận thức khả năng sinh sản (cũng được gọi là kế hoạch hoá gia đình tự nhiên) hiện đại mới được phát triển.
Margaret Sanger (1879-1966) một nhà hoạt động vì sự kiểm soát sinh sản người Mỹ và người sáng lập Liên đoàn Kiểm soát Sinh sản Mỹ (cuối cùng trở thành Planned Parenthood). Bà là người mở đường cho việc tiếp cận kiểm soát sinh sản.
Năm 1960 FDA thông qua hình thức kiểm soát sinh sản bằng hormon đầu tiên, viên thuốc tránh thai uống kết hợp.

## Các biện pháp

### Các biện pháp nhân tạo
Các biện pháp nhân tạo có thể hoạt động theo nhiều cách, trong đó có: ngăn cản một cách tự nhiên tinh trùng xâm nhập hệ thống sinh sản nữ; về hormon ngăn cản rụng trứng; khiến hệ thống sinh sản nữ thành nơi không thể trú ngụ với tinh trùng; hay bằng phẫu thuật thay đổi hệ thống sinh sản nữ thành vô sinh. Một số biện pháp sử dụng nhiều hơn một cách thức. Các biện pháp tự nhiên khác biệt về mức độ đơn giản, tính dễ áp dụng và hiệu quả.

#### Các biện pháp vật chướng ngại

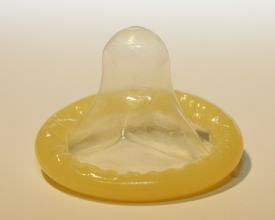
Bao cao su (cuộn lên).

Các biện pháp vật chướng ngại đặt một vật ngăn cản trên đường di chuyển của tinh trùng vào hệ thống sinh sản nữ.
Biện pháp chướng ngại phổ biến nhất là bao cao su nam, một bao bằng latex hay polyurethane phủ ngoài dương vật. Bao cao su cũng có loại cho nữ, được làm bằng polyurethane. Bao cao su nữ có một vòng co giãn ở hai đầu — một vòng phía sau pubic bone để giữ bao ở đúng vị trí, vòng còn lại ở bên ngoài âm đạo. Cervical barrier là các thiết bị hoàn toàn ở trong âm đạo. Xốp tránh thai có một chỗ lõm để giữ nó ở vị trí trên cổ tử cung. Mũ tử cung là dụng cụ tử dung nhỏ nhất. Dựa trên kiểu mũ, nó nằm ở vị trí bằng cách mút vào tử cung hay vào thành âm đạo. Màng chắn khớp vào chỗ phía sau pubic bone người phụ nữ và có một vòng chắc nhưng co giãn được, giúp nó ép vào thành âm đạo.
Chất diệt tinh trùng có thể được đặt vào âm đạo trước khi quan hệ tình dục và tạo ra một màng chắn bằng hoá chất. Chất diệt tinh trùng có thể được sử dụng độc lập hay phối hợp với một chướng ngại tự nhiên.

#### Các biện pháp hormon

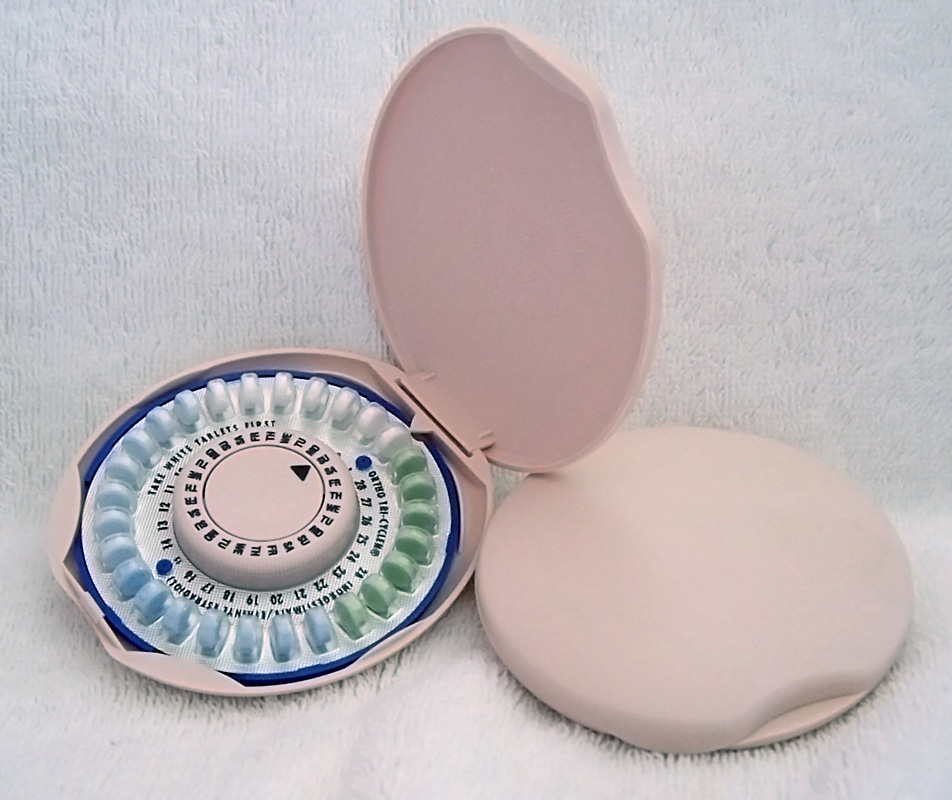
Ortho Tri-cyclen, một nhãn hiệu thuốc tránh thai uống, trong một thiết bị chia thuốc kiểu xoay.

Có nhiều cách sử dụng tránh thai hormon. Các hình thức tổng hợp oestrogen và progestin (tổng hợp progestogen) phối hợp thường được dùng gồm thuốc viên tránh thai phối hợp ("Thuốc viên"), Miếng dán, và vòng tránh thai âm đạo ("Vòng Nuva"). Một hình thức có thể tiêm hàng tháng, Lunelle, hiện không được bán tại Hoa Kỳ.
Các biện pháp khác chỉ chứa một progestin (một progestogen tổng hợp). Chúng gồm thuốc viên chỉ gồm progesterone (POP hay 'minipill'), các loại thuốc có thể tiêm Depo Provera (một công thức dạng cấy của medroxyprogesterone axetat được tiêm vào bắp mỗi ba tháng) và Noristerat (Norethindrone axetat được tiêm vào bắp mỗi 8 tuần), và implant tránh thai. Viên thuốc chỉ chứa progestin phải được sử dụng ở khoảng thời gian chính xác mỗi ngày hơn so với các viên thuốc phối hợp. Viên thuốc tránh thai dạng cấy đầu tiên, Norplant 6 viên nguyên bản, đã bị loại bỏ khỏi thị trường Hoa Kỳ năm 1999, dù một loại thuốc cấy một viên duy nhất mới hơn được gọi là Implanon đã được cho phép bán tại Hoa Kỳ ngày 17 tháng 7 năm 2006. Các biện pháp chỉ sử dụng progestin khác nhau có thể gây ra chảy máu bất thường khi sử dụng.

#### Ormeloxifene (Centchroman)
Ormeloxifene (Centchroman) là một selective estrogen receptor modulator, hay SERM. Nó khiến việc rụng trứng xảy ra không đồng thời việc thành tạo màng tử cung, ngăn cản hợp tử cấy vào tử cung. Nó đã được chấp nhận rộng rãi như một biện pháp kiểm soát sinh sản tại Ấn Độ từ đầu thập niên 1990, được đưa ra thị trường dưới thương hiệu Saheli. Centchroman chỉ được sử dụng hợp pháp tại Ấn Độ.

#### Tránh thai khẩn cấp
Một số loại thuốc phối hợp và POPs có thể được dùng với liều cao để tránh có thai sau khi một biện pháp kiểm soát sinh sản đã không thành công (ví dụ rách bao cao su) hay sau một lần quan hệ không có bảo vệ. Thuốc tránh thai khẩn cấp kiểu hormon cũng được gọi là "viên thuốc buổi sáng hôm sau," dù nó được phép sử dụng trong ba ngày sau khi quan hệ.
Các thiết bị trong tử cung cũng có thể được dùng như biện pháp tránh thai khẩn cấp. Để thực hiện mục đích này, chúng phải được đặt vào trong vòng năm ngày từ khi biện pháp kiểm soát sinh sản trước không thành công hay từ khi quan hệ tình dục không bảo vệ.
Tránh thai khẩn cấp hoạt động bằng cách ngăn trứng rụng. Tuy nhiên, bởi nó ngăn một quả trứng đã thụ tinh không cấy được vào dưới da, một số người coi nó là một hình thức phá thai. Các chi tiết về các biện pháp hành động có thể hiện vẫn đang được nghiên cứu.

#### Các biện pháp trong tử cung

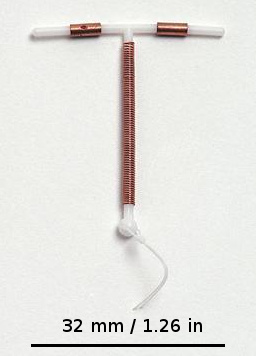
Một thiết bị trong tử cung.

Có các thiết bị trong tử cung được đặt vào trong tử cung. Chúng thường có hình như một chữ "T" — các nhánh của chữ T giữ thiết bị ở đúng chỗ. Có hai kiểu tránh thai trong tử cung chính: kiểu có chứa đồng (có khả năng diệt tinh trùng), và kiểu giải phóng một progestogen (ở Hoa Kỳ thuật ngữ progestin được sử dụng).
Các thuật ngữ cho các thiết bị này khác biệt nhau giữa Anh Quốc và Hoa Kỳ. Tại Hoa Kỳ, mọi thiết bị được đặt trong tử cung để ngăn có thai đều được gọi là các thiết bị trong tử cung (IUDs) hay thiết bị tránh thai trong tử cung (IUCDs). Tại Anh Quốc, chỉ các thiết bị có chứa đồng mới được gọi là IUDs (hay IUCDs), và các loại thuốc tránh thai hormon trong tử cung được gọi là Hệ thống trong tử cung (IUS). Điều này có thể bởi vì có mười kiểu IUDs đồng ở Anh Quốc, compared to only one in the US.

#### Triệt sản
Triệt sản có thể có dưới hình thức thắt ống dẫn trứng cho nữ và thắt ống dẫn tinh cho nam. Triệt sản phải được coi là một biện pháp vĩnh viễn. Với phụ nữ, quá trình này có thể được gọi là "thắt ống dẫn" (tying the tubes), nhưng các ống dẫn trứng có thể được thắt, cắt, kẹp hay chặn lại. Nó giúp ngăn tình trùng không thể gặp trứng chưa thụ tinh. Quá trình Essure không phẫu thuật, là một cách chặn các ống dẫn, trong đó các thiết bị nhỏ được đặt vào trong các ống dẫn trưng bởi một ống thông xuyên qua âm đạo vào cổ tử cung và tử cung.
Dù thắt ống dẫn trứng phải được coi là một quá trình vĩnh viễn, vẫn có thể đảo ngược nó bằng cách nối lại các ống dẫn trứng. Tỷ lệ thành công phụ thuộc vào kiểu tiến hành đã được thực hiện trước đó và những tổn hại đã có với ống dẫn cũng như độ tuổi của người phụ nữ.

### Các biện pháp bằng cách cư xử
Các biện pháp theo cách cư xử là kiểm soát thời gian hay biện pháp quan hệ để tránh đưa tinh trùng vào trong hệ sinh sản nữ.

#### Nhận thức khả năng sinh sản
Các biện pháp dựa trên triệu chứng của nhận thức sinh sản liên quan tới việc người phụ nữ quan sát và lập biểu đồ các dấu hiệu tăng khả năng sinh sản của cơ thể mình, để xác định những chu kỳ dễ có thai và không thể có thai của mình. Việc lập biểu đồ có thể được thực hiện bằng tay hay với sự giúp đỡ của phần mềm. Hầu hết các biện pháp đều theo dõi một hay nhiều hơn trong ba dấu hiệu sinh sản chủ yếu dưới đây: những thay đổi trong nhiệt độ trung bình của cơ thể, trong dịch nhầy cổ tư cung và trong vị trí cổ tử cung. Nếu một phụ nữ theo dõi cả nhiệt độ trung bình cơ thể và một dấu hiệu khác, biện pháp này có thể được gọi là triệu chứng nhiệt. Các dấu hiệu khác của cơ thể như mittelschmerz được coi là dấu hiệu phụ thứ hai.
Các máy giám sát sinh sản là các thiết bị máy tính hoá quyết định khả năng sinh sản hay không sinh sản dựa trên, ví dụ, các thử nghiệm nhiệt độ hay nước tiểu. Các biện pháp dựa theo lịch như biện pháp chu kỳ và Biện pháp Ngày Tiêu chuẩn ước tính khả năng mang thai dựa trên độ dài của các chu kỳ kinh nguyệt cuối cùng. Để tranh mang thai với nhận thức khả năng sinh sản, việc quan hệ tình dục chỉ giới hạn ở những giai đoạn ít có khả năng mang thai nhất. Trong giai đoạn dễ thụ thai, các biện pháp ngăn chặn cần được áp dụng, hay người phụ nữ phải kiêng quan hệ. 

Thuật ngữ kế hoạch hoá gia đình tự nhiên (NFP) thỉnh thoảng được sử dụng để chỉ bất kỳ hình thức sử dụng nào với nhận thức khả năng sinh sản. Tuy nhiên, thuật ngữ này chỉ riêng tới những việc áp dụng được Nhà thờ Cơ đốc giáo La Mã cho phép — không thể mang thai khi cho bú, và kiêng khem theo chu kỳ trong những thời gian dễ mang thai. Các biện pháp FA có thể được sử dụng bởi những người dùng NFP để xác định khoảng thời gian dễ mang thai.

#### Ngừng quan hệ
Coitus interruptus (dịch nghĩa "quan hệ tình dục ngắt quãng"), cũng được gọi là biện pháp xuất tinh ngoài, là việc chấm dứt quan hệ ("rút ra") trước khi phóng tinh. Nguy cơ lớn nhất của việc ngừng quan hệ là người nam có thể không thực hiện chính xác, hay có thể là không đúng thời điểm. Dù có những lo ngại về nguy cơ mang thai do tinh trùng trong dịch tiền xuất tinh, nhiều nghiên cứu nhỏ đx không thể tìm thấy tinh trùng trong dung dịch đó.

#### Tránh quan hệ đường âm đạo
Nguy cơ mang thai từ quan hệ tình dục ngoài âm đạo, như quan hệ tình dục qua đường hậu môn, khẩu dâm, hay quan hệ tình dục không xâm nhập rõ ràng là bằng không. Một nguy cơ rất nhỏ có từ khả năng tinh trùng thẩm thấu vào âm đạo (với khẩu dâm) hay dính vào một vật, như tay, và sau đó tiếp xúc với âm đạo.

#### Kiêng hoàn toàn
Các nhóm khác nhau định nghĩa thuật ngữ kiêng khem tình dục khác nhau. Khi được sử dụng trong các cuộc thảo luận về kiểm soát sinh sản, thường việc né tránh mọi hoạt động tình dục – hoàn toàn kiêng tình dục – là nghĩa của nó. Thỉnh thoảng mọi người lựa chọn kiêng khem tình dục để giảm nguy cơ mang thai, và việc kiêng khem tình dục có thể được cho vào danh sách các biện pháp kiểm soát sinh sản. Những người kiêng khem tình dục không mang thai ngoài ý muốn. Các nguồn khác thay vào đó lại không coi kiêng khem tình dục là một hình thức kiểm soát sinh sản.
Kiêng khem tình dục như một biện pháp lâu dài không có hiệu quả ngăn có thai 100%: không phải mọi người dự định kiêng kem đều có thể tự ngăn mình khỏi hoạt động tình dục, và trong nhiều nhóm dân số có một nguy cơ mang thai rất lớn từ hoạt động tình dục không liên ứng. Nếu là một biện pháp y tế công cộng, ước tính hiệu quả của biện pháp kiêng khem ngang với việc sử dụng bao cao su. Một số cơ quan khuyên rằng những người coi kiêng khem là biện pháp tránh thai chính nên có những biện pháp dự phòng thêm khác (như bao cao su hay thuốc tránh thai khẩn cấp).

#### Cho bú
Hầu hết phụ nữ đang cho con bú có một giai đoạn không thể mang thai sau khi sinh con. Biện pháp mất kinh khi cho bú, hay LAM, đưa ra những hướng dẫn để xác định độ dài giai đoạn không thể mang thai của một phụ nữ đang cho con bú.

### Gây sẩy thai
Ở một số vùng, phụ nữ coi nạo thai là một biện pháp chính yếu để kiểm soát sinh sản. Việc này thường thấy ở Nga, Turkey, và Ukraina. Mặt khác, phụ nữ Canada, và những nơi khác nói chung không sử dụng phá thai như biện pháp quản lý sinh sản chính. Phá thai là chủ đề của cuộc tranh cãi đạo đức.
Các biện pháp phá thai bằng phẫu thuật gồm hút thai (được sử dụng ở ba tháng đầu) hay dilation and evacuation (được dùng ở ba tháng tiếp theo). Các biện pháp phá thai y tế liên quan tới việc sử dụng thuốc được uống hay đưa vào theo đường âm đạo để gây ra phá thai. Phá thai y tế có thể được sử dụng nếu thời kỳ mang thai chưa quá 8 tuần.
Một số loại thảo mộc được cho là có khả năng phá thai, và một số cuộc nghiên cứu trên động vật đã thấy rằng nhiều loại thảo mộc có hiệu quả trong việc gây sẩy thai với những động vật không phải loài người. Nói chung con người không sử dụng thảo mộc khi có thể sử dụng biện pháp khác, bởi hiệu quả chưa biết và nguy cơ bị ngộ độc.

### Các biện pháp đang được phát triển

#### Cho nữ giới
- Praneem là một viên âm đạo đa thảo mộc đang được nghiên cứu như một chất diệt tinh trùng, và một chất diệt vi trùng chống HIV.[35]
- BufferGel is a spermicidal gel being studied as a microbicide active against HIV.[36]
- Duet là một màng chắn dùng một lần đang được phát triển có thể được cho vào trước với BufferGel.[37] Nó được thiết kế để đưa chất diệt vi trùng vào cả cổ tử cung và âm đạo. Không giống các loại màng chắn đang có hiện nay, Duet sẽ được sản xuất chỉ với một kích thước và không cần phải kê đơn, điều chỉnh, hay tới gặp bác sĩ.[36]
- Màng chắn SILCS là một màng ngăn bằng silicone vẫn đang được thử nghiệm y tế. Nó có một tay nắm kiểu quai chén ở một đầu để dễ dàng bỏ đi sau khi sử dụng. Giống như Duet, SILCS cũng có một điểm mới là nó chỉ có một kích thước.
- Một vòng âm đạo đang được phát triển để giải phóng cả estrogen và progesterone, và nó có tác dụng trong thời gian hơn 12 tháng.[38]
- Hai kiểu vòng âm đạo chỉ progestogen đang được phát triển. Các sản phẩm chỉ Progestogen có thể đặc biệt hữu dụng cho phụ nữ đang cho con bú.[38] Các vòng có thể được sử dụng trong 4 tháng trong một lần.[39]
- Một biện pháp tránh thai chỉ progesterone đang được phát triển và có thể được xịt lên da mỗi lần một ngày.[40]
- Triệt sản quinacrine và quá trình Adiana là hai biện pháp kiểm soát sinh sản thường xuyên đang được phát triển.[41]

#### Cho nam giới
Ngoài bao cao su và xuất tinh ngoài, hiện không có biện pháp tránh thai có thể đảo ngược mà nam giới có thể sử dụng hay kiểm soát. Nhiều biện pháp đang được nghiên cứu và phát triển:
- Ở thời điểm năm 2007, một hoá chất gọi là Adjudin hiện đang được thử nghiệm trên người ở Giai đoạn II như một loại thuốc tránh thai đường uống cho nam giới.[42]
- RISUG (Kiềm chế tinh trùng có thể đảo ngược theo hướng dẫn), là một biện pháp tiêm thực nghiệm vào ống dẫn phủ các thành ống dẫn với một chất diệt tinh trùng. Biện pháp này có thể đảo ngược bằng cách rửa thành ống dẫn với một hoá chất thứ hai.
- Những cuộc thực nghiệm trong tránh thai kiểu làm nghẽn ống dẫn là việc cấy một mô trong ống dẫn.
- Những cuộc thực nghiệm trong tránh thai dựa trên nhiệt là việc làm nóng tinh hoàn của người đàn ông tới một nhiệt độ trong một khoảng thời gian ngắn.

## Quan niệm sai
Những quan niệm và các lời đồn đoán hiện đại đã khiến xuất hiện nhiều quan niệm sai:
- Việc thụt rửa bằng bất kỳ dung dịch nào ngay sau khi quan hệ là một biện pháp tránh thai là không chính xác. Tuy dường như nó là một ý tưởng khá hay để rửa tinh trùng ra khỏi âm đạo, nó vẫn thường không có hiệu quả. Bởi tính chất của dung dịch chứa tinh trùng và cơ cấu bộ máy sinh sản nữ, việc thụt rửa có vẻ sẽ làm tinh trùng đi sâu hơn nữa vào tử cung. Một số hiệu quả diệt tinh trùng có thể diễn ra nếu dung dịch rửa có tính acid cao, nhưng nói chung về mặt khoa học vẫn không phải là một biện pháp thực sự tin cậy. Thụt rửa không phải là một biện pháp tránh thai cũng không phải là biện pháp ngăn bệnh lây truyền qua đường tình dục hay nhiễm trùng.
- Phụ nữ không thể có thai ở lần quan hệ tình dục đầu tiên cũng là một quan niệm không chính xác.
- Tuy một số phụ nữ ít có khả năng có thai ở vài ngày đầu kỳ kinh nguyệt,[43] nó vẫn là một câu chuyện hoang đường nếu cho rằng một phụ nữ hoàn toàn không thể có thai nếu có quan hệ tình dục trong khi có kinh.
- Quan hệ tình dục trong một bồn tắm nước nóng không ngăn việc có thai, nhưng có thể khiến bị nhiễm trùng âm đạo.[44]
- Dù một số tư thế quan hệ tình dục có thể giúp dễ thụ thai hơn, không có vị trí nào có thể ngăn cản có thai. Quan hệ tình dục khi đứng hay với người phụ nữ ở bên trên không thể ngăn tinh trùng đi vào tử cung bởi lực phun ra khi xuất tinh, sự co bóp tử cung do prostaglandins[cần dẫn nguồn] trong tinh trùng, cũng như khả năng bơi ngược trọng lực của tinh trùng.
- Đi tiểu sau khi quan hệ tình dục không có khả năng ngăn có thai và không phải là một hình thức kiểm soát sinh sản dù vẫn được tư vấn để giúp ngăn nhiễm trùng đường tiểu.[45]
- Thuốc đánh răng không thể được sử dụng như một loại thuốc tránh thai có hiệu quả[46].

## Hiệu quả
See also the table at: So sánh các biện pháp kiểm soát sinh sản
Hiệu quả được tính bằng cách xem xét bao nhiêu phụ nữ có thai khi sử dụng một biện pháp kiểm soát sinh sản riêng biệt trong năm sử dụng đầu tiên. Vì thế, nếu 100 phụ nữ sử dụng một biện pháp với tỷ lệ không thành công 12% trong năm đầu sử dụng, thì thỉnh thoảng trong năm sử dụng đầu tiên, 12 người trong số đó sẽ có thai.
Các biện pháp có hiệu quả nhất trong sử dụng riêng biệt là các biện pháp không phụ thuộc vào hoạt động thông thường của người sử dụng. Phẫu thuật làm vô sinh, Depo-Provera, cấy, các biện pháp đặt thiết bị trong tử cung (IUDs) đều có tỷ lệ không thành công chưa tới 1% trong năm sử dụng đầu tiên. Tuy nhiên, trên thực tế, việc sử dụng hoàn hảo có thể không phải là nguyên nhân, nhưng phẫu thuật làm vô sinh, cấy các thiết bị trong tử cung đều có tỷ lệ thất bại thông thường dưới 1%. Tỷ lệ thất bại của Depo-Provera không được như trên, với các con số trong khoảng chưa tới 1% cho tới 3%.
Các biện pháp có thể có hiệu quả rất cao nếu được sử dụng phù hợp và chính xác, nhưng có thể có các tỷ lệ thất bại trong năm sử dụng đầu tiên khá cao vì việc người sử dụng sử dụng không chính xác hay không hiệu quả. Các viên tránh thai hormon, miếng dán, hay vòng tránh thai, các biện pháp nhận thức sinh sản, và biện pháp mất kinh khi cho bú (LAM), nếu được sử dụng chính xác (hay với LAM, 6 tháng đầu tiên) các tỷ lệ thất bại chưa tới 1%. Trong một cuộc điều tra, các tỷ lệ thất bại khi sử dụng trong năm đầu tiên với viên thuốc tránh thai hormon (và theo ngoại suy là miếng dán hay vòng tránh thai) cao tới mức 5% mỗi năm. Các biện pháp nhận thức sinh sản như một tổng thể có tỷ lệ thất bại khi sử dụng trong năm đầu tiên lên tới 25%, tuy nhiên, như đã được nói ở trên, việc sử dụng chính xác sẽ làm giảm tỷ lệ thất bại xuống chưa tới 1%.
Bao cao su và thiết bị ngăn cổ tử cung như màng chắn có tỷ lệ thất bại phổ biến trong năm đầu như nhau (14 và 20 phần trăm), nhưng việc sử dụng chính xác bao cao su có hiệu quả lớn hơn (3% trong năm đầu tiên và 6%) và bao cao su có tác dụng khác nữa là ngăn sự lây truyền của các bệnh lây truyền qua đường tình dục như HIV virus. Biện pháp xuất tinh ngoài, nếu được sử dụng hợp lý và chính xác, có tỷ lệ thất bại là 4%. Vì sự khó khăn khi áp dụng biện pháp xuất tinh ngoài, nó có tỷ lệ thất bại năm đầu tiên thông thường là 19%, và không được một số chuyên gia y tế đề nghị.
Việc kết hợp hai biện pháp kiểm soát sinh sản, có thể làm tăng hiệu quả của chúng lên 95% hay nhiều hơn nữa với những biện pháp ít hiệu quả. Sử dụng bao cao su cùng với một biện pháp kiểm soát sinh sản khác cũng là một trong những biện pháp giúp làm giảm nguy cơ mắc các bệnh lây truyền qua đường tình dục, gồm cả HIV. Cách thực hiện này là một trong các Chiến lược Bảo vệ Kép.

### Bảo vệ chống các bệnh lây truyền qua đường tình dục
Một số biện pháp kiểm soát sinh sản cũng có tác dụng bảo vệ chống lại các bệnh lây truyền qua đường tình dục (STIs). Bao cao su nam có tác dụng chống lại một số bệnh lây truyền qua đường tình dục nếu được sử dụng hợp lý và đúng cách, bao cao su nữ cũng có tác dụng tương tự, dù bao cao su nữ chỉ sử dụng được với quan hệ âm đạo. Bao cao su nữ có thể có tác dụng bảo vệ chống các bệnh lây truyền qua đường tình dục lớn hơn nếu đó là bệnh lây truyền qua tiếp xúc da, bởi vòng bên ngoài của nó bao phủ diện tích da lớn hơn bao cao su nam. Một số biện pháp liên quan tới việc tránh quan hệ tình dục âm đạo cũng có thể làm giảm nguy cơ: các màng chắn bằng cao su hay polyurethane có thể được sử dụng khi quan hệ bằng đường miệng, và việc thủ dâm một mình hay thủ dâm lẫn nhau có nguy cơ rất thấp. Các biện pháp kiểm soát sinh sản còn lại không có nhiều khả năng bảo vệ chống các loại bệnh lây truyền qua đường tình dục.
Nhiều bệnh lây truyền qua đường tình dục có thể lây truyền không qua quan hệ tình dục; đây là một lý do tại sao việc kiêng khem hoạt động tình dục không đảm bảo 100% bảo vệ chống lại các bệnh lây truyền qua đường tình dục. Ví dụ, HIV có thể lây truyền qua kim tiêm bẩn đã được sử dụng trong tiêm chích ma tuý, xăm, đeo khuyên vào cơ thể, hay tiêm. Một số nhân viên y tế đã bị phơi nhiễm nghề nghiệp khi chẳng may bị thương bởi kim tiêm.

## Thái độ văn hoá và tôn giáo

### Các quan điểm tôn giáo về kiểm soát sinh sản
Các tôn giáo có quan điểm rất khác biệt về đạo đức trong việc kiểm soát sinh sản. Giáo hội Công giáo chỉ chấp nhận phương pháp Kế hoạch hoá gia đình tự nhiên, trong khi đó các nhóm Tin Lành có nhiều kiểu quan điểm khác nhau, từ hoàn toàn không cho phép tới chấp nhận rất thoải mái. Quan điểm trong Do Thái giáo cũng đa dạng, từ nghiêm ngặt trong phái Chính thống tới thoải mái hơn trong phái Cải cách. Với Hồi giáo, các biện pháp tránh thai chỉ được cho phép nếu chung không gây hại tới sức khoẻ, dù việc sử dụng nó không được một số người khuyến khích. Các tín đồ Hindu giáo có thể sử dụng cả biện pháp tránh thai tự nhiên và tránh thai nhân tạo. Một quan điểm thường thấy của Phật giáo về kiểm soát sinh sản là việc ngăn thụ thai là có thể chấp nhận được về đạo đức, trong khi can thiệp sau khi việc thụ thai đã diễn ra hay có thể đã diễn ra thì không được chấp nhận.

### Giáo dục kiểm soát sinh sản
Nhiều thanh niên, thường là tại các nước phát triển, nhận được một số hình thức giáo dục giới tính tại trường. Thông tin nào cần được cung cấp trong các chương trình như vậy bị tranh cãi dữ dội, đặc biệt tại Hoa Kỳ và Anh Quốc. Các chủ đề có thể đề cập gồm giải phẫu sinh sản, thái độ tình dục loài người, thông tin về các bệnh lây truyền qua đường tình dục (STDs), các quan điểm xã hội về quan hệ tình dục, các kỹ năng đàm phán nhằm giúp đối tượng tuổi teen thực hiện với một quyết định về việc kiêng khem hay sử dụng biện pháp kiểm soát sinh sản khi quan hệ tình dục, và thông tin về các biện pháp kiểm soát sinh sản.
Một kiểu chương trình giáo dục giới tính được sử dụng chủ yếu tại Hoa Kỳ được gọi là chỉ giáo dục kiêng khem, và nó khuyến khích kiêng khem tình dục cho tới hôn nhân. Các chương trình không khuyến khích kiểm soát sinh sản, thường cung cấp thông tin không chính xác về các biện pháp tránh thai và hoạt động tình dục, nhấn mạnh các tỷ lệ không thành công của bao cao su và các biện pháp tránh thai khác, và dạy các cách để tránh các tình huống dễ dẫn đến quan hệ tình dục. Những người ủng hộ chỉ giáo dục kiêng khem tin rằng các chương trình sẽ giúp làm giảm tỷ lệ mang thai ở tuổi teen và lây truyền bệnh qua đường tình dục. Trong một cuộc điều tra trên mạng Internet với 1,400 phụ nữ những người tìm và hoàn thành một bảng câu hỏi trên mạng kéo dài 10 phút được liệt kê trên các công cụ tìm kiếm, những phụ nữ được giáo dục giới tính tại trường học với chỉ các thông tin về kiêng khem, hay lượng thông tin về kiêng khem và tránh thai ngang nhau, cho thấy ít có lần mang thai ngoài kế hoạch hơn những người chủ yếu nhận được thông tin về tránh thai, những người này cũng ít có lần mang thai ngoài ý muốn hơn những người không được giáo dục chút nào.
Tuy nhiên, những cuộc thử nghiệm ngẫu nhiên cho thấy giáo dục giới tính với chỉ thông tin về kiêng khem làm tăng tỷ lệ mang thai và lây truyền bệnh qua đường tình dục cho teen.
Các tổ chức y tế chuyên nghiệp, gồm cả AMA, AAP, ACOG, APHA, APA, và Cơ quan Y tế cho Thanh niên, ủng hộ việc giáo dục giới tính toàn diện (cung cấp cả thông tin về kiêng khem và tránh thai) và phản đối việc áp dụng chỉ giáo dục giới tính một phía.